# Ян Шанкунь
Ян Шанкунь (спрощ.: 楊尚昆; піньїнь: Yáng Shàngkūn; 25 травня 1907 — 14 вересня 1998) — китайський державний і політичний діяч, голова КНР і Компартії, один з «Восьми Безсмертних КПК». Також займав пости першого заступника голови Військової ради ЦК КПК, заступника голови Постійного комітету ВЗНП і заступника голови Центральної військової ради КНР.

## Життєпис
Народився 25 травня 1907 року. 1926 року вступив до лав КПК. Навчався в Москві в Комуністичному університеті трудящих Китаю імені Сунь Ятсена. 1931 року повернувся на батьківщину, де отримав пост начальника відділу пропаганди ЦК КПК.
У жовтні 1934 року Ян Шанкунь разом із Пен Дехуаєм на чолі 3-го загону Червоної армії долучились до «Великого походу». Після перемоги у війні проти японців був призначений секретарем Військового комітету ЦК КПК, одночасно був заступником начальника Центральної робітничої комісії у закордонних справах. Згодом був призначений на пост керівника Канцелярії ЦК КПК.
У вересні 1959 року на 8-му з'їзді КПК та ВЗНП був обраний членом Постійного комітету ЦК КПК й кандидатом у члени Секретаріату Постійного комітету ЦК КПК. Під час Культурної революції провів 12 років у в'язницях і таборах. Був реабілітований за підсумками 13-го з'їзду ВЗНП. Від грудня 1978 до кінця 1980 року займав пости другого секретаря Партійного комітету КПК провінції Гуандун, заступника губернатора тієї ж провінції, першого секретаря міськкому КПК міста Гуанчжоу, секретаря Революційного комітету, політкомісара Гуандунського військового округу, першого секретаря партії. В 1982 та 1987 роках очолював на 12-му з'їзді КПК і 13-му з'їзді ВЗНП, на яких був обраний членом Посткому ЦК КПК, Політбюро ЦК КПК, заступником голови й секретарем Центральної військової ради КПК. У квітні 1988 року на 1-му пленарному засіданні ВЗНП 7-го скликання був обраний на пост голови КНР.
Завершення кар'єри Ян Шанкуня пов'язують з подіями на площі Тяньаньмень 1989 року. Він співчував студентам, які виступили на площі Тяньаньмень, однак пізніше підтримав Ден Сяопіна, який зайняв жорстку позицію. На початку 1990-их років він вступив у конфлікт з новим лідером країни Цзян Цземінем. Оскільки Ян Шанкунь був досить популярним в армії, Ден Сяопін, остерігаючись зростання впливу Ян Шанкуня, домігся усунення його з посади голови КНР і призначення на ту посаду Цзян Цземіня. Від жовтня 1992 до березня 1993 року він послідовно був увільнений від посад члена ПК ЦК КПК, Політбюро, заступника голови Центральної військової ради КПК і глави держави.
Помер 1998 року в Пекіні.